# الدراسة الرقمية الثقافية
الدراسة الرقمية الثقافية والدراسة الرقمية للثقافة والحوسبة الثقافية من علوم الحوسبة اللغوية وموضوعه تحليل النصوص الرقمية من حيث دلالتها على الأوضاع الثقافية.
وغرضه دراسة التطور التاريخي للسلوك البشري والاتجاهات الثقافية واللغوية عبر العصور المتتالية من خلال التحليل الكمى لملايين النصوص الرقمية أو المحولة إلى رقمية من كتب ومقالات وأخبار وغيرها. وهذا العلم يقول بأن النصوص التي ينتجها مجتمع ما في عصر ما تعكس جوانب كثيرة للأوضاع الثقافية والفكرية والمعرفية والاجتماعية لهذا المجتمع في هذا العصر، وأنه يمكن الوصول إلى هذه المعرفة من خلال التحليل الآلي للغة المستخدمة في عدد كبير من هذه النصوص، باعتبار أن اللغة وعاء لجوانب كثيرة من المعرفة الإنسانية. ويحاول هذا العلم قياس الثقافة الإنسانية وتطوراتها عبر السنين.